# Daryl Morey
Daryl Morey (Baraboo, 14 settembre 1972) è un dirigente sportivo statunitense, President of Basketball Operations dei Philadelphia 76ers in NBA.

## Carriera
Dopo essersi laureato in informatica alla Northwestern University nel 1996 e aver ottenuto un MBA al MIT, ha lavorato per tre anni con i Boston Celtics con un ruolo dirigenziale in ambito tecnologico. Nel 2006 è stato nominato vice general manager degli Houston Rockets, venendo promosso l’anno successivo. Sotto la sua direzione la squadra texana ha raggiunto per due volte le NBA Conference Finals; nel 2018 ha vinto il premio come NBA Executive of the Year Award.
Il 2 novembre 2020, dopo aver lasciato la franchigia texana, viene assunto dai Philadelphia 76ers come President of Basketball Operations.

## Controversie
Il 4 ottobre 2019 ha espresso tramite Twitter il suo supporto ai manifestanti di Hong Kong. Da questa sua affermazione social sono scaturiti problemi tra l'NBA e la Cina, oltre che pesanti critiche nei suoi confronti da parte anche di personalità come LeBron James. Comunque è stato anche difeso dall'allenatore dei Portland Trail Blazers Terry Stotts.